# William Rainey Harper
William Rainey Harper (New Concord, 1856 – Chicago, 1906) è stato un linguista statunitense.
Nel 1891 divenne presidente dell'università di Chicago, su forte raccomandazione di John Davison Rockefeller. Nel 1891 pubblicò gli Otto libri della campagna gallica di Cesare.